# Rawit
Das Rawit ist ein Messer aus Sumatra.

## Beschreibung
Das Rawit gibt es in verschiedenen Versionen. Die Klingen können folgende Formen haben:
1. Einschneidig und vom Heft zum Ort hin breiter werdend. Die Schneide ist s-förmig und der Rücken gerade. Am Heft ist eine schmale, ringförmige Zwinge angebracht. Das Heft ist rund und hat einen eiförmigen, zur Klingenrückenseite abgebogenen Knauf.
2. Einschneidig und vom Heft zum Ort etwas breiter werdend. Die Klinge ist leicht s-förmig und im vorderen Bereich bauchig. Insgesamt ist die Klinge wesentlich schmaler als bei der ersten Variante. Das Heft besteht aus Holz oder Horn und ist zur Schneidenseite gebogen. Der Knauf ist mit Schnitzereien verziert.
3. Einschneidig, vom Heft zum Ort schmaler werdend und keilförmig. Der Ort ist leicht abgerundet. Das Heft hat kein Parier und wird von der Klinge her schmaler. Der Knauf läuft spitz zu.

Die Scheiden bestehen aus Holz und sind der Klingenform entsprechend gearbeitet. Die Scheiden sind mit Rattanbändern zur besseren Befestigung umwickelt. Der Scheidenmund ist leicht verbreitert und verziert. Die Hefte gibt es in vielen, unterschiedlichen Formen. Das Rawit wird von Ethnien in Sumatra benutzt.